# Sông Yellowstone
Sông Yellowstone là một chi lưu của sông Missouri, dài xấp xỉ 692 dặm (1.114 km), tại miền Tây Hoa Kỳ. Sông được coi là chi lưu chính của Thượng Missouri, lưu vực sông cùng các chi lưu của nó trải dài từ dãy núi Rocky ở lân cận Vườn quốc gia Yellowstone qua các dãy núi và các vùng bình nguyên cao của miền nam Montana và bắc Wyoming.

## Địa lý
Dòng sông khởi nguồn từ phía tây bắc của Wyoming tại dãy núi Absaroka, trên đường phân thủy đại lục ở tây nam Quận Park. Dòng sông bắt đầu tại nơi Nhánh Bắc và Nhánh Nam của sông Yellowstone hội tụ. Nhánh Bắc là nhánh lớn hơn, chảy từ đỉnh Younts. Nhánh Nam chảy từ sườn phía nam của núi Thorofare. Sông Yellowstone chảy theo hướng bắc qua Vườn quốc gia Yellowstone, được cấp nước từ hồ Yellowstone, sau đó chảy dần xuống phía trên và dưới thác Yellowstone tại phần đỉnh của Grand Canyon của Yellowstone bên trong ranh giới của vườn. Sau khi qua Black Canyon của Yellowstone ở phía dưới Grand Canyon, sông chảy theo hướng bắc đến Montana giữa dãy Absaroka và dãy Gallatin tại Paradise Valley. Sông nổi lên giữa những ngọn núi gần thị trấn Livingston, tại đây sông chuyển hướng đông rồi đông bắc, chảy qua phái bắc của Đại Bình nguyên qua thành phố Billings.
Phía đông của Billings, sông hợp dòng với Bighorn. Xa hơn nữa về hạ du, sông nhận nước từ Tongue gần Miles City, và sau đó nhận nước từ Powder ở miền đông Montana. Sông đổ nước vào sông Missouri gần Buford, North Dakota ngay phía trên hồ Sakakawea.
Tại Montana sông được sử dụng rộng rãi trong lĩnh vực thủy lợi từ thập niên 1860. Tại các vùng thượng du, trong vườn quốc gia Yellowstone và các nguọn núi của Montana, sông là một địa điểm phổ biết đối với đánh cá bay. Yellowstone là sông hạng I từ ranh giới vườn quốc gia Yellowstone đến ranh giới Bắc Dakota có thể tiếp cận dòng chảy vì mục đích giải trí.